# Masalia semifusca
Masalia semifusca är en fjärilsart som beskrevs av Roland Lee Seymour 1972. Masalia semifusca ingår i släktet Masalia och familjen nattflyn. Inga underarter finns listade i Catalogue of Life.